# SA-5 (Аполлон)
SA-5 (Аполлон) — 7-й старт, проведенный в рамках программы Аполлон, 5-й запуск ракеты-носителя Сатурн-1, состоялся 29 января 1964 года.

## Модернизации и цели

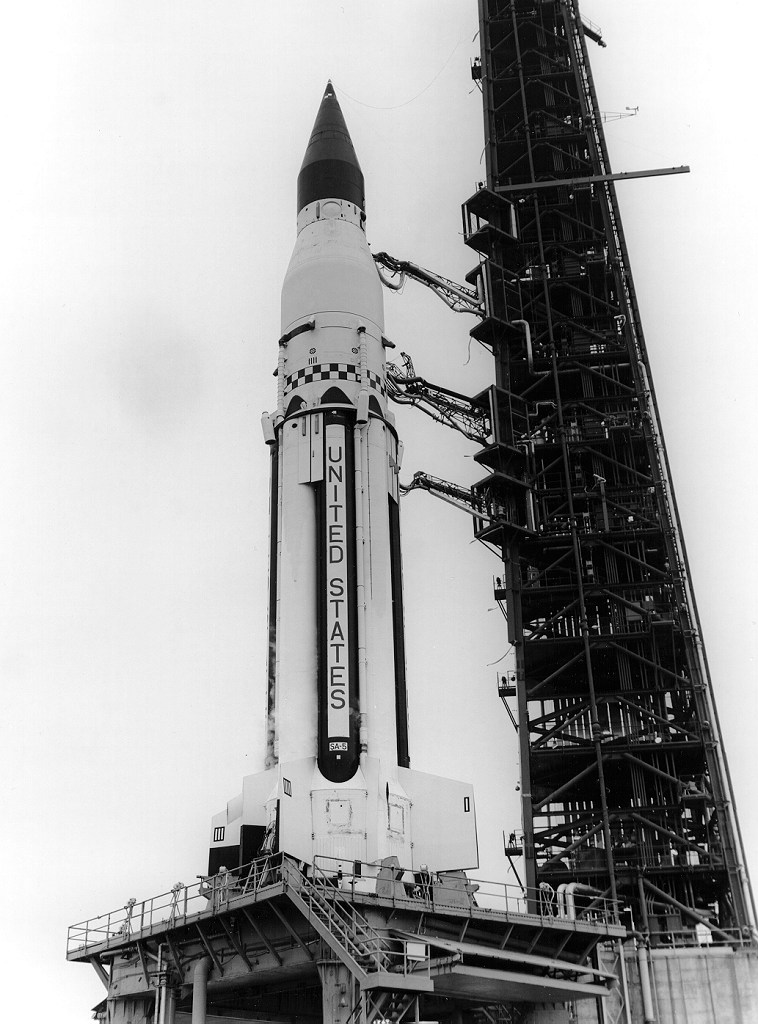
SA-5 перед стартом (NASA)

Главное отличие от предыдущих полетов Сатурн-Аполлон заключалось в том, что впервые РН Сатурн-1 стартовала с двумя штатными ступенями — первой (S-I) и второй (S-IV). Вторая ступень имела шесть двигателей RL-10, работающих на жидком водороде. Эти двигатели должны были быть отлажены несколькими годами ранее на разгонном блоке Центавр, но первый запуск РН Атлас с РБ Центавр был произведен только за два месяца до полета SA-5. Вторая ступень была доставлена на Мыс Канаверал модифицированным самолётом Боинг-377, прозванным «Беременная Гуппи».
Другое основное конструктивное изменение заключалось в расширении топливного бака первой ступени. Впервые ракета получит свои запланированные 340 000 кг топлива, а восемь модернизированных двигателей разовьют тягу 836 кН. Первая ступень также впервые оснащалась восемью стабилизаторами для увеличения устойчивости в полете. Но, как и в более ранних стартах, ракета могла доставить на орбиту или спутник типа «Jupiter-C nosecone», или картонный макет космического корабля Аполлон.
Ещё одно изменение — приборный отсек с компьютером системы управления ракетой был смонтирован выше второй ступени. Это решение будет использовано на ракете Сатурн-5, которая доставит астронавтов на Луну. Аппаратура управляла полётом ракеты в атмосфере, автоматически компенсируя возмущения от ветра или уменьшения тяги двигателей.
Впервые в программе Аполлон, этот полет планировался как орбитальный, благодаря модернизации первой ступени и штатной второй ступени. Это была бы эллиптическая орбита и вход в атмосферу произошёл бы через несколько дней.
Президент Джон Кеннеди сказал именно об этом запуске в своей речи в Ручьях в Сан-Антонио, Техас, 21 ноября 1963 года, за день до его убийства: «В то время как я расцениваю наше освоение космического пространства как всеобъемлющее — я признаю, что все ещё есть области, где мы находимся позади, но, по крайней мере, в размере ракеты-носителя — в этом году, я надеюсь, в декабре, Соединенные Штаты будут впереди».

## Полет

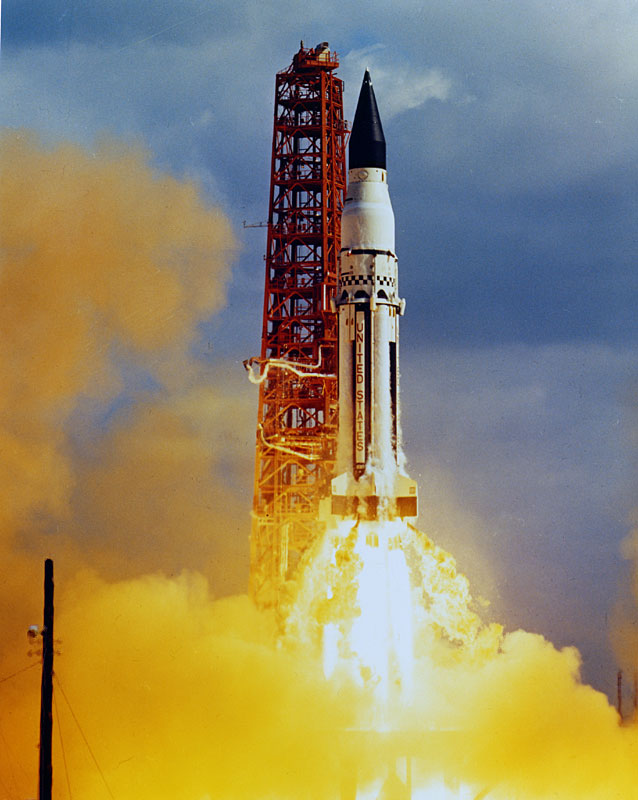
Стартует SA-5 (NASA)

Первая попытка запуска была назначена на 27 января 1964 года. При подготовке проблем не было вплоть до момента, когда первая ступень была заправлена жидким кислородом на 93 % и была переключена с системы быстрой заправки на систему компенсации утечек, которая не сработала из-за отказавшего клапана. Исправить его на месте было невозможно, и запуск отложили на 2 дня.
Вторая попытка запуска прошла без проблем, и ракета ушла в пасмурное небо 29 января 1964 года, в 11:25 по Восточному времени. Аппаратура ракеты передала на землю 1 183 измерения, также за полетом следили шесть телескопов. Первые 1000 метров траектории были сняты 13 камерами, которые отслеживали любое отклонение ракеты от курса.
Разделение первой и второй ступеней было снято восемью камерами, автоматически отделившимися от 1-й ступени и впоследствии подобранными в Атлантическом океане в 800 км от точки старта. Процесс разделения ступеней прошёл штатно. Твердотопливные двигатели затормозили первую ступень, а на S-IV такие же двигатели сработали на ускорение, вызвавшее прилив топлива к кормовой части ступени, необходимый для нормального запуска основных двигателей.
После 8-минутной работы двигателей второй ступени, она вышла на орбиту с перигеем 262 км и апогеем 785 км. 16 965 кг — это был рекордный вес на орбите. Выход на орбиту не был главной, хотя и желанной, целью полёта, но он показал американской общественности, что Соединенные Штаты догнали СССР в космосе.